# Telecké jezero
Telecké jezero (rusky Телецкое озеро, Алтынколь nebo Золотое озеро), je jezero na severovýchodě Altaje v Altajské republice v Rusku. Leží v tektonické propadlině mezi hřbety Altyntu a Korbu. Má rozlohu 223 km². Je 77,7 km dlouhé a maximálně 5,2 km široké. Průměrně je hluboké 174 m a dosahuje maximální hloubky 325 m. Nadmořská výška hladiny jezera je 436 m. Jezero je jedním z hlavních center turistického a cestovního ruchu Altaje.

## Pobřeží

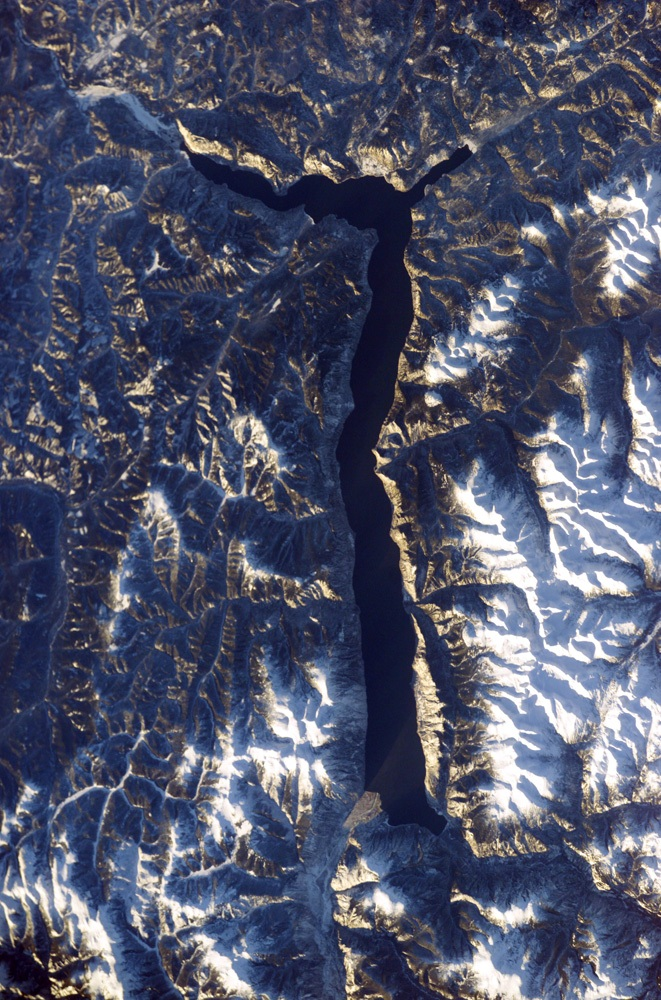
Satelitní snímek Teleckého jezera

Jezero obklopují hory vysoké na severu 800 až 1 300 m a na jihu 1 900 až 2 400 m. Břehy jsou příkré a skalnaté.

## Dno
Kotlina jezera se skládá ze dvou částí, jižní protáhlé z jihu na sever (délka 48 km) a severní protáhlé z východu na západ (délka 30 km), které jsou rozdělené podvodním hřbetem (délka 2,3 km a šířka 0,6 až 0,8 km), který vystupuje ze dna do výšky 211 m. Dno je pokryté šedým jílem, u břehů kamenité.

## Vodní režim

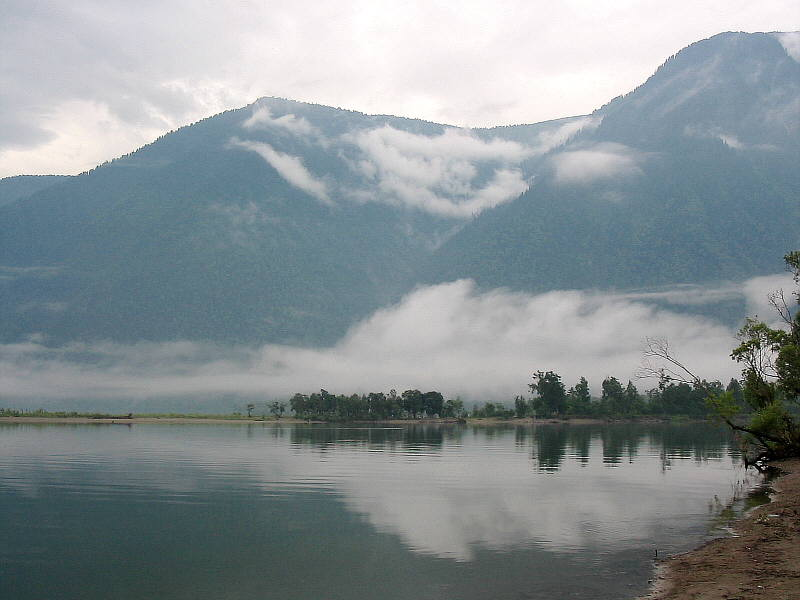
Telecké jezero, jižní konec. Kyšinská zátoka a delta řeky Čulyšman

Do jezera ústí 70 řek. Největší jsou Čulyšman, Kyga, Kokši a Velká Čili. Odtéká řeka Bija. Zdroj vody je smíšený s převahou sněhového (asi 50 %) a dešťového (35 %). 97% přírůstku vodní bilance tvoří přítok řek (především Čulyšman 70 %), 3 % tvoří atmosférické srážky. 98% úbytku vodní bilance připadá na řeku Biju a 2% na vypařování z vodní hladiny. Rozsah kolísání úrovně hladiny je průměrně 3,58 m za rok. Nejvyšší je na konci května a začátku června. Na jezeře jsou časté větry. „Věrchovka“ je jižní vítr, který vytváří vlny vysoké až 2 m a je obvykle doprovázen jasným počasím. „Nizovka“ je severní vítr, který přináší deště.

## Vlastnosti vody
Voda je sladká, bohatá na kyslík. Průzračnost dosahuje 6 až 14 m. V létě je teplota vody na povrchu 17 až 18 °С (v jižní části 19 až 24 °С), v hloubce (pod 100 m) pak 2,7 až 4,0 °С.V zimě se voda ochlazuje na 2,3 °С (dokonce i u dna). Zamrzá v severní části v listopadu, v jižní části v lednu. V některých letech nezamrzá vůbec. Rozmrzá na konci dubna nebo na začátku května. Led je nestálý.

## Fauna
Na jezeře je rozvinuté sportovní rybářství (lipani, telečtí sízy, okouni, tajmeni).

## Osídlení pobřeží
Na břehu leží vesnice Artybaš, Jogač s turistickou chatou a Jajlju (26 km od odtoku Biji), ve kterém sídlí centrální správa Altajské rezervace a Telecká jezerní stanice.